# KirchenZeitung Diözese Linz
Die KirchenZeitung Diözese Linz ist das Informations- und Kommunikationsorgan der Diözese Linz.

## Geschichte
Die Herausgabe des Linzer Kirchenblattes wurde unter Bischof Josephus Calasanz Fließer und Seelsorgeamtsleiter Franz Vieböck begonnen. Die erste Ausgabe der Wochenzeitschrift für die Katholiken des Bistums Linz erschien am 28. Oktober 1945. Ab 1975 nannte sich die Zeitung Linzer Kirchenzeitung, ab 1989 hieß sie Kirchenzeitung der Diözese Linz und seit 2005 erscheint sie als „KirchenZeitung Diözese Linz“.
Von der Nummer 1 im Jahr 1945 wurden 90.000 Stück aufgelegt. Die Auflage stieg in den Folgejahren bis zu einem Höchststand von 142.000 Exemplaren. Danach Jahren pendelte sich die Auflage auf rund 122.000 Stück ein. 1968/69 begann der Rückgang der Auflage. 1971 lag diese bei 116.000, 1973 bei 112.000 und 1974 bei 106.000. Der stetige Rückgang in den Folgejahren führte zu einer Druckauflage von knapp 32.900 Exemplaren im zweiten Halbjahr 2014 (gemäß ÖAK). Gelesen wird die KirchenZeitung Diözese Linz weltweit in 48 Ländern.
Das Kirchenblatt war zunächst im Linzer Dompfarrhof untergebracht. Mit 1. Mai 1946 übersiedelte Kanonikus Vieböck mit dem Seelsorgeamt sowie dem Kirchenblatt in das Caritashaus in der Seilerstätte. 1980 wurde das neu errichtete Pastoralamt der Diözese Linz in der Kapuzinerstraße bezogen, wohin auch die KirchenZeitung übersiedelte.

## Inhalt
In der Gestaltung gelten die Grundprinzipien des Zweiten Vatikanischen Konzils. Vorrangig ist sie für die Belange der katholischen Kirche in Oberösterreich verantwortlich und möchte das Bewusstsein für Ökumene und weltumspannende Verantwortung fördern.

## Blattlinie
Die KirchenZeitung ist Plattform für kirchlichen und sozialen Austausch. Sie thematisiert als kirchliches Medium in Oberösterreich sämtliche Lebensbereiche und Glaubenswelten und trägt zur kirchlichen und gesellschaftlichen Meinungsbildung bei. Die KirchenZeitung Diözese Linz will Hilfe und Stütze in unterschiedlichen Lebenslagen bieten. Den inhaltlichen Schwerpunkt bildet die Kirche in Oberösterreich in ihrer ganzen Fülle. Dabei fördert die KirchenZeitung das Bewusstsein für sozialverantwortliches Handeln und ein gutes Miteinander der Kirchen und Religionsgemeinschaften.
Die KirchenZeitung Diözese Linz erscheint wöchentlich und kooperiert eng mit den Kirchenzeitungen der Diözesen Feldkirch (Vorarlberger KirchenBlatt), Innsbruck (Tiroler Sonntag) und Eisenstadt (Martinus – Kirchenzeitung der Diözese Eisenstadt).

## Herausgeber und Medieninhaber
Die KirchenZeitung Diözese Linz steht im Eigentum der Diözese Linz und erscheint im Eigenverlag. Geschäftsführer seit Dezember 2016 ist Reinhold Hofstetter. Als Herausgeber fungiert Wilhelm Vieböck. Seit Jänner 2020 ist Heinz Niederleitner Chefredakteur der KirchenZeitung.

## Solidaritätspreis
Der Solidaritätspreis der KirchenZeitung Diözese Linz wurde 1993 von der KirchenZeitung Diözese Linz initiiert und wird seither jährlich in Zusammenarbeit mit der Oberösterreichischen Landesregierung verliehen. Durch den Solidaritätspreis ehrt die KirchenZeitung Diözese Linz Menschen, die sich durch besonders richtungsweisendes solidarisches Handeln auszeichnen. Es geht um mehr Menschlichkeit, um mehr Miteinander von In- und Ausländern, von Jung und Alt, von behinderten und nicht-behinderten Menschen, von Natur und Umwelt, von Gesunden und Kranken, von Stadt und Land oder von Industrie- und Entwicklungsländern.